# コールズッペ

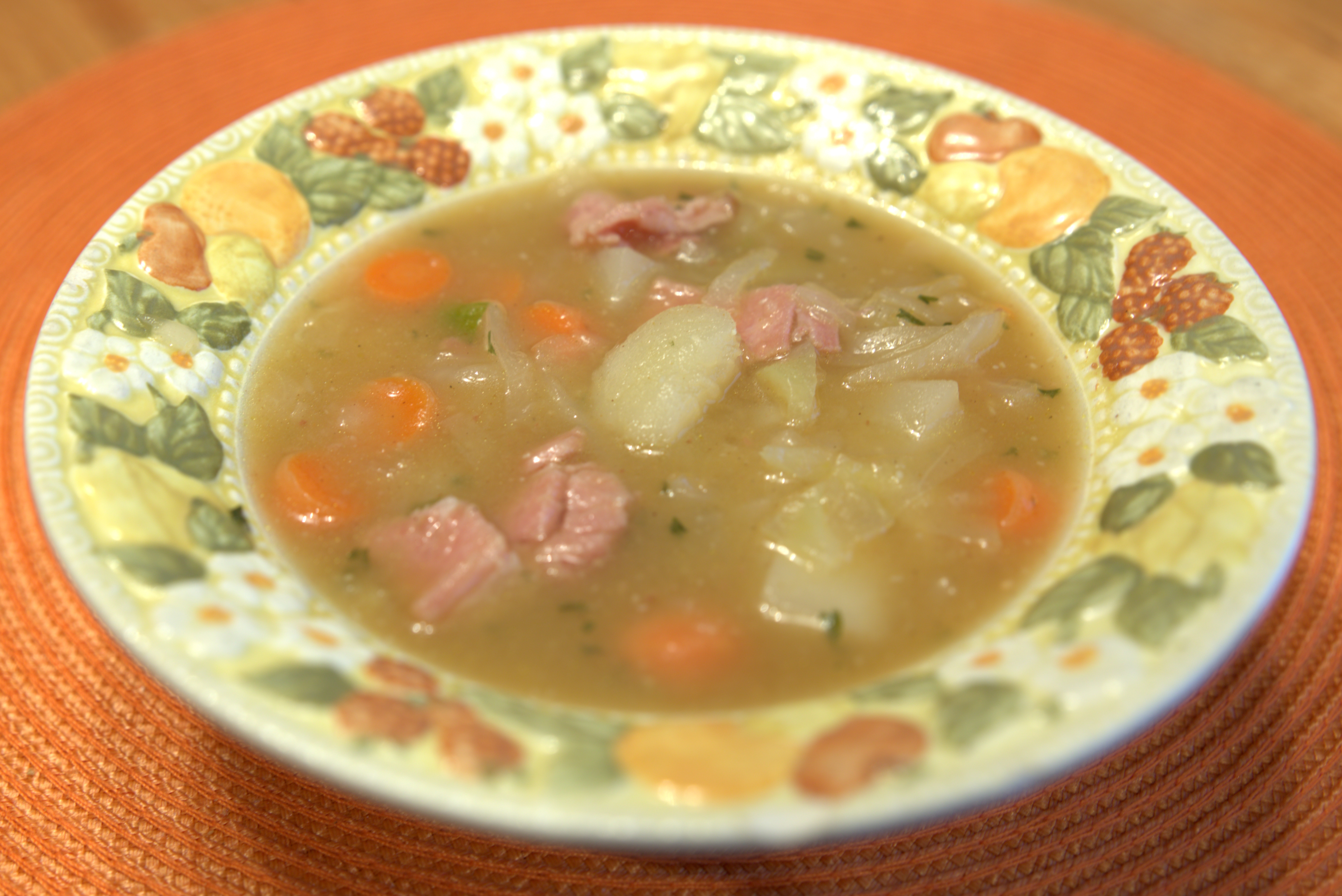
白菜、じゃがいも、にんじん、玉ねぎ、塩豚のキャベツスープ

コールズッペ（Kohlsuppe、もしくはKrautsuppe）とは、キャベツ（甘藍）、ときにはサボイキャベツ（ドイツではヴィルズィング）を主な材料とした各種のスープ（キャベツスープ）やシチューの総称。これら以外の種類のキャベツで調理されたスープは、それらにちなんだ呼び名で呼ばれている。

## 調理法
レシピに応じて、水、肉、野菜、もしくはソーセージのスープがベースとして使われる。
細かく刻んだキャベツは、通常、じゃがいもやニンジン、ニラ、セロリ、マメ科植物などの野菜と一緒にスープで煮込む。これに、肉としては、例えば塩豚、燻製肉、牛すじ肉、またはベーコン炒めを入れるとまた違った味わいが出てくる。塩コショウ以外の典型的なスパイスは、キャラウェイ(ヒメウイキョウ)、マジョラム、タイムが使われる。一部のレシピでは、スープにコクを持たせるためにルウを使用している。

## 国際的なバリエーション

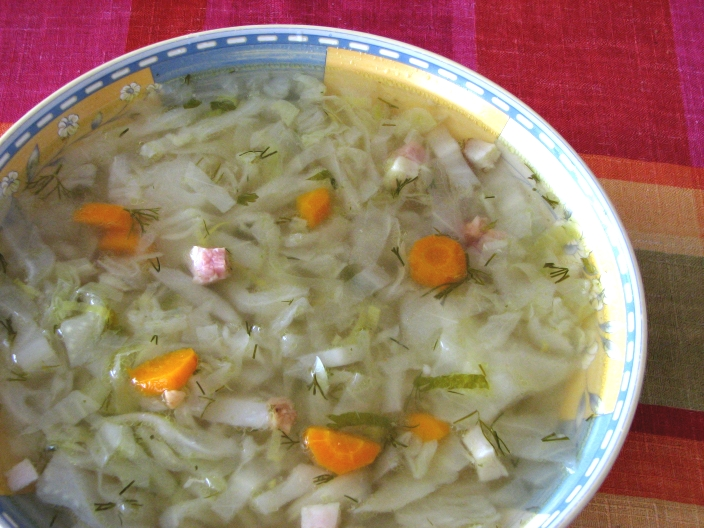
ポーランドのカプシニャク(Kapuśniak)

フランスでは、コールズッペはスープ・オ・シュー(Soup aux choux)またはポテ・ド・シュー・ブラン(Potée de chou blanc)として知られており、ドイツのコールズッペとほとんど違いはない。
一方、ポーランドのカプシニャク(Kapuśniak)またはウクライナのカプスニアク(Kapusniak)とスロバキアのカプストニカ(Kapustnica)にはザワークラウトが使用され、ロシアのシュッチ(Schtschi)は白キャベツとザワークラウトの両方から作られ、サワークリームがつきものである。 当然、これらのスープはやや酸味が強い。ボルシチは、ビーツの量によりその特徴的な色(深紅色)と風味が出てくる。チェコのゼルナー・ポレフカ(Zelná polévka)は、肉は入れず、ルウ、牛乳、卵黄で調理される。
オーストリア圏では 2種類のコールズッペがよく知られている。オーストリア風のクラウトズッペ(葉物野菜のスープ)は、新鮮な白キャベツにトマトとジャガイモを加え、典型的なスパイスであるキャラウェイ、ナツメグ、塩、コショウを加えて調理される。一方、ハンガリー風のクラウトズッペは、新鮮なキャベツの代わりにザワークラウトを使用し、タマネギをピーマンで炒め、バターの代わりに豚脂でローストし、サワークリームで仕上げる。

## 歴史
コールズッペは、すでに古代から言及がある。たとえば、ギリシア神話に登場する老夫婦バウキスとピレーモーンは、ゼウスに豚肉入りのコールズッペを振る舞う。この食べ物を称賛するアリストテレスやテオフラストスの著書もある。ただし、当時からコールズッペという名前があったわけではないので、食材と調理法からの推定である。
コールズッペは、中世の田舎の農民の間では主食の1つであった。ヨーロッパの多くの地域では、特に冬の間、ほとんどが肉のないバージョンで、毎日のメニューの一部になっていた。そのため、地域によってはキャベツの栽培規制や徴税の免除が設けられていた。
したがって、コールズッペとキャベツの匂いは、貧困とコスモポリタニズムの欠如に関連している。19 世紀初頭、グリモ・ド・ラ・レイニエールはキャベツのイメージを改善しようとした。彼は『美食年鑑』(1803) の中で、高級料理におけるキャベツの利点について言及している。近年、コールズッペは主にキャベツスープダイエットに関連してメディアで言及されている。カール・ラガーフェルドなどの有名人は、このダイエットで体重が減ったと報告しているが、コールズッペがダイエットに効果があるかどうかは議論のあるところである。